# Dunhuangologie

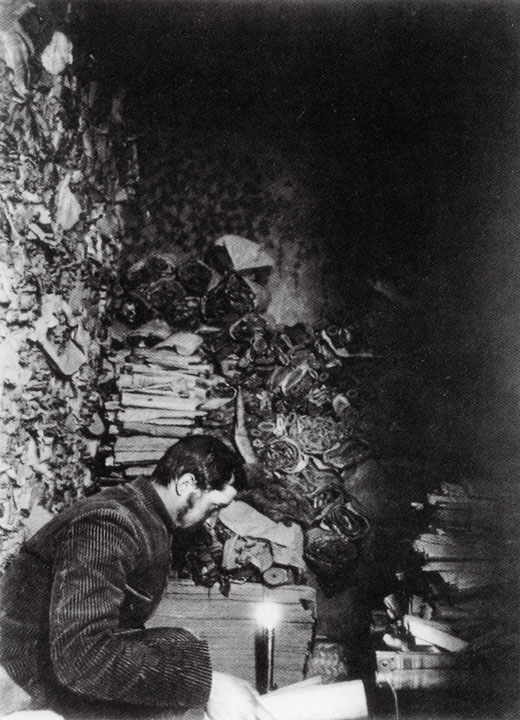
Paul Pelliot en train d'opérer des fouilles à Dunhuang

La dunhuangologie ou tunhuangologie (chinois simplifié : 敦煌学 ; chinois traditionnel : 敦煌學 ; pinyin : dūnhuángxué) est la science de l'étude des sites de Dunhuang et notamment les grottes de Mogao, de leurs manuscrits et de leurs peintures murales.

## Quelques dunhuangologues
- Aurel Stein
- Liu Bannong
- Sergueï Oldenbourg
- Paul Pelliot
- Jean-Pierre Drège
- Arthur Waley
- Xiang Da
- Ye Changchi (zh)